# Sexy and I Know It
«Sexy and I Know It» —en español: soy sexy y lo sé— es una canción interpretada por el grupo estadounidense de electro hop LMFAO. Fue lanzada como el tercer sencillo del álbum Sorry for Party Rocking el 16 de septiembre de 2011. La canción fue escrita por Stefan Kendal Gordy, GoonRock, Erin Beck, GM Robertson, Kenneth Oliver y producida por Party Rock. La canción resultó ser un éxito y alcanzó el número 1 del Billboard Hot 100 y del top 100 de YouTube.

## Video musical
Fue lanzado en el canal de VEVO en YouTube el 14 de febrero de 2012. Fue dirigido por Mickey Finnegan y rodado en Venice, Los Ángeles. La canción pretende ser una parodia, cuenta con Redfoo y un grupo de hombres, entre ellos Hok de Quest Crew. Ellos empiezan a bailar por toda la ciudad, frente a las mujeres, y después en una sala donde hay una pasarela, a la que muchos de los hombres se suben, entre otras cosas para bailar. El baile es de tal manera que hace que su pene rebote. En una secuencia aparece un actor parodiando a Lil Wayne. Sky Blu sale interpretando al tipo de calzoncillo rojo con espinas y cinturón de cuero que llegaría a ser el rival de Redfoo. Ron Jeremy aparece en el video, en un primer momento en la calle y luego bailando en el bar.
La escena final del video es un homenaje a la escena final de Thriller de Michael Jackson.

## Apariciones en otros medios
La canción apareció en muchas películas, incluida en  American Reunion, Hasta que la suerte nos separe 2, Think Like a Man Too, 13 Horas: Los soldados secretos de Bengasi y en Hotel Transylvania en la que está algo censurada. La canción apareció en las series de TV Gossip Girl, Mulheres Ricas, Grey's Anatomy, New Girl, Polizeiruf 110, Las Vega's, Boom Town, Girls,y Mike & Mike.

## Lista de canciones
| Descarga digital |                      |          |  |
| N.º              | Título               | Duración |  |
| 1.               | «Sexy and I Know It» | 3:19     |  |

| Descarga digital en Estados Unidos |                                                 |          |  |
| N.º                                | Título                                          | Duración |  |
| 1.                                 | «Sexy and I Know It» (Audiobot Remix)           | 5:55     |  |
| 2.                                 | «Sexy and I Know It» (Mord Fustang)             | 5:19     |  |
| 3.                                 | «Sexy and I Know It» (Tomba and Borgore Remix)  | 3:41     |  |
| 4.                                 | «Sexy and I Know It» (LA Riots Remix)           | 5:40     |  |
| 5.                                 | «Sexy and I Know It» (DallasK Remix)            | 5:40     |  |
| 6.                                 | «Sexy and I Know It» (Fuego's Moombahton Remix) | 3:51     |  |
| 7.                                 | «Sexy and I Know It» (MADEin82 Remix)           | 6:01     |  |

## Posicionamiento en listas y certificaciones
| Lista (2011–2012)                          | Mejor posición |
| ------------------------------------------ | -------------- |
| Alemania (Offizielle Deutsche Charts)      | 8              |
| Australia (ARIA)                           | 1              |
| Austria (Ö3 Austria Top 40)                | 7              |
| Bélgica (Flandes) (Ultratop 50)            | 6              |
| Bélgica (Valonia) (Ultratop 50)            | 5              |
| Canadá (Canadian Hot 100)                  | 1              |
| Colombia (National Report)                 | 4              |
| Corea del Sur (Gaon International Singles) | 32             |
| Dinamarca (Tracklisten)                    | 7              |
| Escocia (Scottish Singles Sales Chart)     | 4              |
| Eslovaquia (Rádio Top 100)                 | 23             |
| España (Top 100 Canciones)                 | 4              |
| Estados Unidos (Billboard Hot 100)         | 1}             |
| Estados Unidos (Adult Top 40)              | 27             |
| Estados Unidos (Hot Dance Club Songs)      | 1              |
| Estados Unidos (Dance/Mix Show Airplay)    | 2}             |
| Estados Unidos (Hot Latin Songs)           | 8              |
| Estados Unidos (Hot R&B/Hip-Hop Songs)     | 93             |
| Estados Unidos (Hot Rap Songs)             | 8              |
| Estados Unidos (Mainstream Top 40)         | 2              |
| Estados Unidos (Rhythmic)                  | 2              |
| Finlandia (OFC)                            | 3              |
| Francia (SNEP)                             | 3              |
| Hungría (Dance Top 40)                     | 3              |
| Hungría (Single Top 40)                    | 4              |
| Irlanda (IRMA)                             | 4              |
| Israel (Media Forest)                      | 3              |
| México (Billboard Mexican Aiplay)          | 3              |
| Noruega (VG-lista)                         | 3              |
| Nueva Zelanda (Recorded Music NZ)          | 1              |
| Países Bajos (Dutch Top 40)                | 8              |
| Reino Unido (UK Dance Chart)               | 2              |
| Reino Unido (UK Singles Chart)             | 5              |
| República Checa (Rádio Top 100)            | 12             |
| Suecia (Sverigetopplistan)                 | 2              |
| Suiza (Schweizer Hitparade)                | 7              |

| País (2011)    | Lista                      | Mejor posición |
| -------------- | -------------------------- | -------------- |
| Alemania       | German Singles Chart       | 72             |
| Austria        | Austrian Singles Chart     | 61             |
| Dinamarca      | Danish Singles Chart       | 38             |
| Estados Unidos | Billboard Hot 100          | 57             |
| Nueva Zelanda  | New Zealand Singles Chart  | 18             |
| Polonia        | Polish Dance Singles Chart | 43             |
| Reino Unido    | UK Singles Chart           | 37             |
| Suiza          | Swiss Singles Chart        | 63             |

| País           | Organismo certificador | Certificación | Ventas    |
| -------------- | ---------------------- | ------------- | --------- |
| Alemania       | BVMI                   | Oro           | 150 000   |
| Australia      | ARIA                   | 9× Platino    | 630 000   |
| Bélgica        | BEA                    | Oro           | 15 000    |
| Canadá         | SNEP                   | 2× Platino    | 160 000   |
| Dinamarca      | IFPI Dinamarca         | Platino       | 30 000    |
| España         | PROMUSICAE             | Oro           | 20 000    |
| Estados Unidos | RIAA                   | 5× Platino    | 5 000 000 |
| Italia         | FIMI                   | Platino       | 30 000    |
| Nueva Zelanda  | RIANZ                  | 2× Platino    | 30 000    |
| Reino Unido    | BPI                    | Platino       | 600 000   |
| Suecia         | GLF                    | 4× Platino    | 80 000    |
| Suiza          | IFPI Suiza             | 2× Platino    | 60 000    |

## Historial de lanzamientos
| País           | Fecha                    | Formato          | Discográfica       |
| -------------- | ------------------------ | ---------------- | ------------------ |
| Estados Unidos | 16 de septiembre de 2011 | Descarga digital | Interscope Records |
| Alemania       | 21 de octubre de 2011    | CD sencillo      | Universal Music    |

## Sucesión en listas
| Anterior: «Mr. Know It All» de Kelly Clarkson                    | ARIA Singles Chart — Sencillo número uno 17 de octubre de 2011 — 28 de noviembre de 2011    | Siguiente: «Good Night» de Reece Mastin                          |
| Anterior: «Moves like Jagger» de Maroon 5 con Christina Aguilera | Canadian Hot 100 — Sencillo número uno 29 de octubre de 2011 — 12 de noviembre de 2011      | Siguiente: «We Found Love» de Rihanna con Calvin Harris          |
| Predecesor: «We Found Love» de Rihanna con Calvin Harris         | Hot Dance Club Songs — Sencillo número uno 3 de diciembre de 2011 — 10 de diciembre de 2011 | Sucesor: «Love You like a Love Song» de Selena Gomez & the Scene |
| Anterior: «We Found Love» de Rihanna con Calvin Harris           | RIANZ Singles Chart — Sencillo número uno 26 de diciembre de 2011 — 9 de enero de 2012      | Siguiente: «Wild Ones» de Flo Rida con Sia                       |
| Predecesor: «We Found Love» de Rihanna con Calvin Harris         | Billboard Hot 100 — Sencillo número uno 7 de enero de 2012 — 21 de enero de 2012            | Sucesor: «We Found Love» de Rihanna con Calvin Harris            |